# Glashår
Glashår är en speciell hårkvalitet med mörka och mycket kraftiga hårstrån. Denna typ av hårstrå är den enda sort som är helt platt men som ändå ger spikrakt, och inte lockigt, hår.
Karaktäristiskt för glashår är att det är mycket svårfärgat. Men det går att få i princip hur långt som helst, det har mycket lång livscykel och är slitstarkt. Det kan även vara elastiskt.
Glashår är ganska vanligt förekommande i nacken. Det är däremot mycket sällsynt, men det förekommer, att en persons huvud enbart är beklätt med glashår.